# Chris Bentley (homme politique)
Pour les articles homonymes, voir Chris Bentley et Bentley.
Christopher Bentley (né en 1956) est un homme politique provincial canadien de l'Ontario. Il représente la circonscription de London-Ouest à titre de député du Parti libéral de l'Ontario de 2003 à 2013. Il est ministre dans le cabinet du gouvernement de Dalton McGuinty.

## Biographie
Bentley étudie à l'Université Western Ontario de London où il ressort avec un baccalauréat en arts et ensuite une formation en droit de l'Université de Toronto en 1979. Deux ans plus tard, il complète une maîtrise de l'Université de Cambridge en Angleterre. Bentley pratique ensuite le droit du travail et criminel avec la firme Bentley & LeRoy LLP.. En 1985, il est fondateur et premier président de Neighbourhood Legal Services London & Middlesex, une clinique en droit pour les personnes à faibles revenus.
Depuis 1992, Bentley travaille à temps partiel comme professeur de l'Université Western Ontario. Il aide entre autres à établir la Law School Careers Office de l'université. En 2000, il publie un livre intitulé Criminal practice manual: A pratical guide to handing criminal cases.

## Carrière politique
Bentley fait son entrée à l'Assemblée législative de l'Ontario en 2003, il remporte la circonscription en délogeant le progressiste-conservateur Bob Wood par une majorité de plus de 10 000 voix. Le Libéraux étant au pouvoir, Bentley est nommé ministre du Travail le 23 octobre 2003. Après un remaniement ministériel le 23 octobre 2003, il hérite du ministère des Apprentissages, des Collèges et des Universités.
Réélu en 2007, il devient procureur-général très peu de temps après l'élection. En janvier 2010, s'ajoute la charge de ministre des Affaires autochtones.
Maintenu en poste à la suite des élections d'octobre 2011, il devient ministre de l'Énergie. Bentley est rapidement impliqué dans une controverse causée par la décision du gouvernement de démanteler des centrales électriques fonctionnant au gaz et en construction dans la région de Mississauga et Oakville. Cette décision apparait rapidement comme une stratégie libérale pour conserver 5 circonscriptions libérales dans la région. L'élection amenant à la formation d'un gouvernement minoritaire, l'opposition réclame alors à Bentley de publier 36 000 pages de documents en septembre, mais il insistait sur le fait que tout le documents avaient été publiés. Après qu'il a connu que plus de 20 000 documents étaient disponibles, Bentley a été cité par une rare motion d'outrage par un comité législatif. Cette motion tombe lorsque McGuinty annonce de façon inattendue de la session de la législature le 15 octobre.
Apparaissant comme l'héritier présumé de McGuinty, Bentley annonce néanmoins ne pas se présenter à sa succession le 25 octobre 2012, soit 10 jours après la démission du premier ministre. Par la même occasion, il annonce vouloir quitter la politique, ce qu'il fait le 14 février 2013.